# Narón
Narón è un comune spagnolo di 39 080 abitanti situato nella comunità autonoma della Galizia.